# Harmonický průměr
Harmonický průměr kladných čísel (např. hodnot kvantitativního znaku statistického souboru) je definován jako podíl počtu těchto čísel (rozsahu souboru) a součtu jejich převrácených hodnot. Jinými slovy je to převrácená hodnota aritmetického průměru převrácených hodnot průměrovaných čísel:
{\displaystyle {\overline {x_{h}}}={\frac {n}{\sum \limits _{i=1}^{n}{\frac {1}{x_{i}}}}}}
Používá se, pokud potřebujeme hodnotu, která zastupuje ostatní, co se týče převrácených hodnot, například při výpočtu průměrné rychlosti na úsecích stejné délky. Dále jsou-li hodnoty znaku nerovnoměrně rozloženy kolem aritmetického průměru, nebo když jsou hodnoty extrémně nízké či vysoké.
Pro harmonickou posloupnost platí, že každý její člen kromě prvního a posledního je harmonickým průměrem sousedních členů.
Harmonický průměr je vždy menší než geometrický průměr, nebo je mu roven. Více viz nerovnosti mezi průměry.

## Příklad
Máme n vozů. Nechť i-tý vůz má spotřebu xi, vyjádřenou v jednotkách kilometry na litr paliva. Dejme tomu, že každý z vozů ujede stejnou vzdálenost. Průměrná spotřeba jednoho vozu v těchto jednotkách je pak dána harmonickým průměrem. Kdybychom ale spotřebu místo kilometrů na litr vyjádřili litry na kilometr, byla by spotřeba průměrného vozu dána aritmetickým, nikoliv harmonickým průměrem.